# Piz Forcellina
Piz Forcellina är en bergstopp i Schweiz.   Den ligger i regionen Albula och kantonen Graubünden, i den sydöstra delen av landet, 180 km öster om huvudstaden Bern. Toppen på Piz Forcellina är 2 939 meter över havet, eller 98 meter över den omgivande terrängen. Bredden vid basen är 0,43 km.
Terrängen runt Piz Forcellina är bergig söderut, men norrut är den kuperad. Runt Piz Forcellina är det glesbefolkat, med 8 invånare per kvadratkilometer.. Närmaste större samhälle är St. Moritz, 19,5 km nordost om Piz Forcellina. 
Trakten runt Piz Forcellina består i huvudsak av gräsmarker.